# Truckers
Truckers es una serie animada inglesa realizada en stopmotion, adaptación del primer libro de la trilogía de Terry Pratchett: Bromeliad, producida en el Reino Unido por Cosgrove Hall Films y Thames Television, transmitida en ITV en 1992. La serie también fue editada en formato película de 110 minutos y lanzada en VHS, formato en el que también se distribuyó posteriormente.
Cosgrove Hall Films tuvo planes de producir secuelas de los otros dos libros de la serie, pero estos planes fueron archivados debido a un cambio de gestión en la década de 1990. La serie consistió de 13 episodios de diez minutos cada uno. El comienzo de cada episodio da revisión de la historia hasta ese momento. Al final de cada episodio, habría una situación tensa, y el programa se continuaría la semana siguiente.
La película fue presentada por el canal Locomotion en su ciclo de películas para todos países en los que emitía.

## Argumento
Masklin, el gnomo, y sus compañeros huyen de su insostenible hogar al borde de la autopista y se unen a otro grupo de gnomos que vive en unos grandes almacenes próximos a ser demolidos. La situación se complica por la religión de los gnomos, que afirma que «el Almacén» abarca todo el universo y niega la existencia del «exterior».
Masklin descubre, gracias a un misterioso objeto llamado simplemente la Cosa, que todos los gnomos descienden de exploradores extraterrestres que se estrellaron en la Tierra hace miles de años. La Cosa, en realidad una computadora consciente de la nave espacial original de los gnomo, ayuda a Masklin a planear la huida de la tienda en ruinas. Gracias a su habilidad, valentía y pura suerte, Masklin y sus amigos logran evacuar con éxito a los gnomos de la tienda antes de que su hogar sea destruido.

## Producción
Los títeres fueron construidos por Mackinnon & Saunders, creados con látex espumado. Algunas de las tomas del interior de Arnold Bros fueron filmadas en los grandes almacenes Lewis, en Mánchester. Algunos de los títeres que se conservaron están en exhibición pública en la Exposición Cosgrove Hall en Mánchester.